# Cyrestis thyodamas
Cyrestis thyodamas — вид бабочек из семейства Нимфалид (Nymphalidae) .

## Описание
Длина переднего крыла самцов 30—31 мм, самок 28—31 мм. Размах крыльев 58—70 мм. Крылья белые, без отлива. Заднее крыло с хвостиком на жилке М3. Крылья с сетчатым рисунком, образованным коричневыми полосками. Анальный угол переднего крыла и торнальный угол заднего крыла с рыжими пятнами.

## Ареал
Япония, Китай, Тайвань, Индокитай, Мьянма, Северная Малайзия, Гималаи, Северная Индия, Афганистан.

## Биология

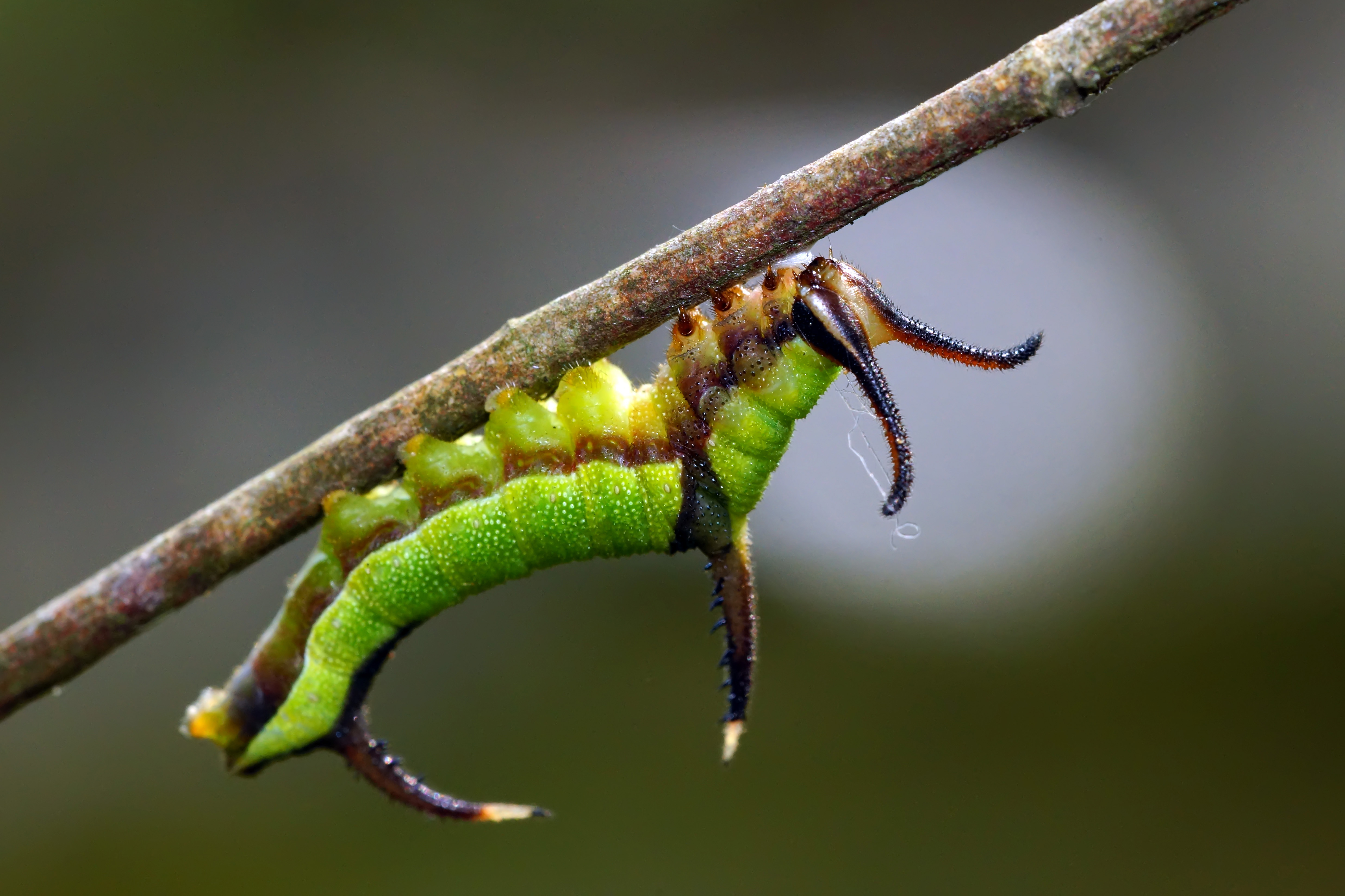
Гусеница

Бабочки встречаются в лавровых лесах. Кормовое растения гусениц — род Ficus.

## Подвиды
- Cyrestis thyodamas thyodamas Boisduval, 1836
- Cyrestis thyodamas indica Evans, 1924
- Cyrestis thyodamas ganescha Kollar, 1848
- Cyrestis thyodamas andamanica Wood-Mason & de Nicéville, 1881